# Бахрам V
Бахрам V (Vahram, Varahran), са надимком Гор („Дивљи магарац“), је 420./421. до 438. био Велики краљ Персије из династије Сасанида. Персијска књижевност и уметност касније је упечатљиво тематизовала његов живот.
Бахрам, који је део младости провео на двору Лахмида у Хири, завладао је државом након загонетне смрти свога оца Издигерда I. На супротној страни било је моћно високо племство и ништа мање моћни свештеници заратустријанаца током чије завере је највјеројатније и убијен његов отац.
Међу племством се пак појавила идеја да се синови Изгидерда искључе из наслеђивања престола (Издигердов најстарији био је убијен) па је за краља био постављен Хорозије из споредне линије Сасанида. Али је Бахрам ипак успео да уз подршку Лахмида дође на власт при чему је према племству начинио неколико уступака. Бахрам је био изузетно значајан владар о чијем животу се касније приповедало у многим легендама.
У управљању државом помагало му је неколико верних дворјана који су се и раније налазили у служби његовог оца. Подстицао је уметност али се пре свега бавио ловом који му је представљао главни предмет забаве на основу кога је и добио свој надимак. Бахрам који је важио за човека витешке нарави био је омиљен у народу и веома успешан у ратовању. Убрзо након свог ступања на престо покренуо је војни поход у коме је поразио Беле Хуне и заробио тада велики плен.
На западу су ствари биле компликованије, због спора око Јерменије и сукоба персијских хришћана и заратустријанског свештенства још пред крај владавине његовог оца дошло је до рата са Византијом. Сматра се да је тада царица Елија Пулхерија позвала на “крсташки рат” против Персије. Најважнији међу западним изворима био је Сократ Схоластик који не каже да су византијци били ти који су први прекршили примирје (Сократ, Историја Цркве, 7,18 и 7,20). Бахрам је у том рату предводио персијске трупе које су напале Теодосипољ у Месопотамији, док су Византијци опседали Нисибис. У две одвојене битке Византијци су однели победе, али су због потешкоћа на другим фронтовима били приморани да се повуку па је зато пропао напад на персијске савезнике Лахмиде. Рат се под таквим приликама завршио највероватније већ 422. Године н.е. Притом је било договорено да малобројни следбеници заратустријанства у Византијском царству и многобројни хришћани у Персијском царству могу слободно да исповедају своју веру. Византија се обавезала да ће Персији плаћати данак, а Персија се обавезала да ће утврдити кавкаске превоје да би се спречила провала Хуна. Обе стране су се такође обавезале да дуж заједничке границе неће градити никаква нова утврђења.
Бахрам је ујесен 438. (или почетком 439.) умро (према неким извјешћима у лову). Наслиједио га је син Издигерд II. Важан извор о његовој владавини представља персијско-арапски историчар Табари.